# Kumisi
Kumisi – wieś w Gruzji, w Dolnej Kartlii, w gminie Gardabani, nad rzeką Kurą. Leży na wysokości 500 m n.p.m., w odległości 48 km od miasta Gardabani, na trasie kolejowej Tbilisi-Baku. W 2002 roku liczyła 2182 mieszkańców.
Pierwsze wzmianki wsi pochodzą z XV wieku. W Kumisi znajduje się średniowieczny kościół Świętej Trójcy i krypta rodu Orbeliani.